# Albert Barnes Anderson
Albert Barnes Anderson (* 10. Februar 1857 in Zionsville, Indiana; † 27. April 1938 in Indianapolis, Indiana) war ein US-amerikanischer Jurist. Nach seiner erstmaligen Berufung durch Präsident Theodore Roosevelt fungierte er ab 1902 als Bundesrichter. Zunächst gehörte er dem Bundesbezirksgericht für den Distrikt von Indiana an, dann ab 1925 dem Bundesberufungsgericht für den siebten Gerichtskreis.

## Werdegang
Nach dem Schulbesuch absolvierte Albert Anderson das Wabash College in Crawfordsville und erwarb dort 1879 den Bachelor of Arts. Danach absolvierte er eine Ausbildung in den Rechtswissenschaften, die er 1881 abschloss, woraufhin er in Crawfordsville als Rechtsanwalt zu arbeiten begann. Bis 1902 betrieb er dort seine private Praxis. Von 1886 bis 1890 amtierte Anderson als Staatsanwalt im Montgomery County. Er gehörte der Republikanischen Partei an, bekleidete aber nie ein politisches Amt.
Am 8. Dezember 1902 wurde Anderson durch Präsident Roosevelt als Nachfolger von John Harris Baker zum Richter am United States District Court for the District of Indiana ernannt. Die Bestätigung durch den Senat der Vereinigten Staaten erfolgte am selben Tag, woraufhin er sein Amt unmittelbar darauf antrat. Am 6. Januar 1925 wechselte er – diesmal auf Berufung durch Präsident Calvin Coolidge vier Tage zuvor – an den neu eingerichteten United States Court of Appeals for the Seventh Circuit, der für die Bundesstaaten Illinois, Indiana und Wisconsin zuständig ist. Hier übernahm er den Sitz des verstorbenen Francis Elisha Baker. Am 30. Oktober 1929 trat er in den Senior Status über und ging damit faktisch in den Ruhestand. Sein Sitz fiel an William Morris Sparks. Albert Anderson verstarb am 27. April 1938 in Indianapolis und wurde auf dem Oak Hill Cemetery in Crawfordsville beigesetzt.